# René Santos
Pour les articles homonymes, voir Santos.
René Ferreira dos Santos, plus couramment appelé René Santos ou René, né le  21 avril 1992, est un footballeur brésilien qui évolue au poste de défenseur à l'Esporte Clube Vitória.

## Biographie
Natif de Salvador, il commence sa carrière au sein de plusieurs clubs brésiliens, notamment le Grêmio Porto Alegre.
En 2012,il est prêté au club japonais du Kawasaki Frontale,. Lors de l'été 2013, il rejoint le club géorgien du FC Zestafoni. En janvier 2015, René signe avec le Dinamo Tbilissi, avec qui il remporte le titre de champion de Géorgie en 2016.

## Palmarès
- Champion de Géorgie en 2016 avec le Dinamo Tbilissi
- Vainqueur de la Coupe de Géorgie en 2015 et 2016 avec le Dinamo Tbilissi
- Vainqueur de la Supercoupe de Géorgie en 2015 avec le Dinamo Tbilissi
- Vainqueur du Campeonato Baiano en 2017 avec l'Esporte Clube Vitória

## Statistiques en club
| Club                     | Saison                | Championnat           | Championnat | Championnat | Coupe nationale | Coupe nationale | Coupe de la Ligue | Coupe de la Ligue | Compétition(s) continentale(s) | Compétition(s) continentale(s) | Total | Total |
| Club                     | Saison                | Division              | M           | B           | M               | B               | M                 | B                 | M                              | B                              | M     | B     |
| ------------------------ | --------------------- | --------------------- | ----------- | ----------- | --------------- | --------------- | ----------------- | ----------------- | ------------------------------ | ------------------------------ | ----- | ----- |
| Kawasaki Frontale (prêt) | 2012                  | J1 League             | 4           | 0           | 0               | 0               | 3                 | 0                 | –                              | –                              | 7     | 0     |
| Zestafoni                | 2013–2014             | Umaglesi Liga         | 29          | 1           | 3               | 0               | -                 | -                 | -                              | -                              | 32    | 1     |
| Zestafoni                | 2014–2015             | Umaglesi Liga         | 14          | 0           | 1               | 0               | -                 | -                 | 2                              | 0                              | 17    | 0     |
| Zestafoni                | Total                 | Total                 | 43          | 1           | 4               | 0               | 0                 | 0                 | 2                              | 0                              | 49    | 1     |
| Dinamo Tbilisi           | 2014–2015             | Umaglesi Liga         | 14          | 0           | 5               | 0               | -                 | -                 | -                              | -                              | 19    | 0     |
| Dinamo Tbilisi           | 2015–2016             | Umaglesi Liga         | 21          | 2           | 8               | 0               | -                 | -                 | 2                              | 0                              | 31    | 2     |
| Dinamo Tbilisi           | Total                 | Total                 | 35          | 2           | 13              | 0               | 0                 | 0                 | 2                              | 0                              | 50    | 2     |
| Total sur la carrière    | Total sur la carrière | Total sur la carrière | 82          | 3           | 17              | 0               | 3                 | 0                 | 2                              | 0                              | 106   | 3     |